# Mönichsee
Der Mönichsee, auch Mönchsee oder Münichsee, ist ein kleiner Bergsee im Salzkammergut im Gemeindegebiet von St. Wolfgang im Salzkammergut in Oberösterreich. Der See liegt in der Ostflanke des Schafbergs auf rund 1262 m ü. A. Der Mönichsee befindet sich im Besitz der Österreichischen Bundesforste.

## Beschreibung
Der Mönichsee ist ein abflussloser Dolinensee und hat keine dauernden oberirdischen Zu- und Abflüsse. Der annähernd kreisrunde See hat steinige Ufer, die steil abfallen.

## Geologie
Der Mönichsee liegt in einer Geländemulde durch die eine geologische Störung verläuft. Im Süden steht Hierlatzkalk an, im Norden Plattenkalk.

## Limnologie
Der Münichsee ist auf Grund seiner Lage im Wesentlichen frei von menschlichen Einflüssen. Als wichtige Nährstoffquelle dürfte der Phosphor- und Stickstoffeintrag durch Laub anzusehen sein. Die windgeschützte Lage des Sees und die im Verhältnis zur Tiefe geringe Oberfläche in Verbindung mit einer wahrscheinlich raschen Eislegung lassen vermuten, dass der See zeitweise meromiktisch ist.